# Матеј Мохорич
Матеј Мохорич (словен. Matej Mohorič; 19. октобар 1994), словеначки је професионални бициклиста од 2014. године, који тренутно вози за  ворлд тур тим Бахреин—викторијус. Двоструки је првак Словеније у друмској вожњи, док је по једном освојио Милано—Санремо, Гран при Индустрија и Артиђанато, Бинкбанк Тур, Дојчланд Тур, Тур де Полоње и првенство Словеније у вожњи на хронометар. Остварио је три етапне побједе на Тур де Франсу, као и по једну на Ђиро д’Италији и Вуелта а Еспањи. Једном је освојио Свјетско првенство у бициклизму на шљунку.
Бициклизмом је почео да се бави од дјетињства, а у јуниорској конкуренцији, највеће успјехе остварио је на Свјетском друмском првенству, гдје је 2012. године, освојио златну медаљу у друмској вожњи и сребрну у вожњи на хронометар; док је у конкуренцији возача до 23 године, освојио златну медаљу у друмској вожњи 2013 године. 
Професионалну каријеру почео је 2014. године, у тиму Кенондејл, а најбољи резултат у сезони било му је пето мјесто на првенству Словеније у друмској вожњи. Године 2015, тимови Кенондејл и Гармин спојили су се у Кенондејл—гармин; поново је завршио првенство Словеније на петом мјесту, док је Јапан куп завршио на шестом мјесту. На почетку 2016. прешао је у Лампре—мериду, а најбољи резултат било му је друго мјесто на првенству Словеније у вожњи на хронометар, гдје је завршио иза Приможа Роглича, након чега је, на крају сезоне, завршио Тур оф Хајнан на трећем мјесту, уз једну етапну побједу, што му је била прва побједа у професионалној каријери. Године 2017. остварио је етапну побједу на Вуелта а Еспањи, након чега је, на крају сезоне, освојио прво издање Хонгконг челенџа.
Године 2018. прешао је у Бахреин—мериду. На почетку сезоне, освојио је класик Гран при Индустрија и Артиђанато, након чега је остварио етапну побједу на Ђиро д’Италији, а до краја сезоне, освојио је првенство Словеније у друмској вожњи, Бинкбанк Тур, Дојчланд Тур и етапу на Тур оф Аустрија трци. Године 2019. завршио је на другом мјесту на првенству Словеније у вожњи на хронометар, иза Тадеја Погачара, након чега је остварио етапну побједу на Тур де Полоње трци. Године 2020. сезона је била прекинута од марта до августа због пандемије ковида 19. Друмску трку на првенству Словеније завршио је на трећем мјесту, док је Лијеж—Бастоњ—Лијеж завршио на четвртом и Милано—Санремо на десетом мјесту.
Године 2021. завршио је Амстел голд рејс на осмом и Лијеж—Бастоњ—Лијеж на десетом мјесту, након чега је освојио првенство Словеније у друмској вожњи по други пут. У јулу, остварио је двије етапне побједе на Тур де Франсу, гдје је добио и награду за најагресивнијег возача на те двије етапе, а на једној етапи је носио тачкасту мајицу, за лидера брдске класификације. До краја сезоне, завршио је на другом мјесту на класику Сан Себастијан и Тур де Полоње трци. Године 2022. освојио је Милано—Санремо, поставши први словеначки побједник трке.

## Јуниорска каријера
Бицикл је први пут возио са друговима, у трећем разреду основне школе. Јуниорску каријеру почео је 2011. године. Јуниорски Париз—Рубеу завршио је на 14 мјесту, након чега је возио трку у Чешкој Завод миру. На првој етапи одвојио се од групе заједно са Мартином Гијоом и Матејем Захалком, у спринту је авршио други. Трку је завршио на 11 мјесту у генералном пласману. На трци у Луксембургу, гранд при генерал Патон, посвећену Америчком генералу Џорџу Смиту Патону. На првој етапи завршио је трећи, 35 секунди иза Адријена Лежроса, док је другу етапу завршио у групи и завршио је трку на другом мјесту у генералном пласману. Најбољи резултат у сезони остварио је на хронометарској трци "Меморијал Давиде Фардели", гдје је завршио четврти. Сезону је завршио на Свјетском првенству у друмској вожњи, гдје је завршио на 87 мјесту.
Сезону 2012. почео је на јуниорској трци Милано—Санремо, коју је завршио на 11 мјесту, 39 секунди иза Рикарда Доната. Након неколико трка на којима није био конкурентан, возио је трку у Аустрији, Оберестереих—Рундфарх. На другој етапи, одвојио се од групе заједно са Тишом Бенотом, завршио је други у спринту, четири секунде испред Милоша Борисављевића и преузео је лидерску позицију. Последњу, трећу етапу, завршио је у групи и освојио је трку, са истим временом као Бенот. Европско првенство у вожњи на хронометар завршио је на трећем мјесту, 11 секунди иза Матијаса Кригбаума; док је Европско првенство у друмској вожњи завршио на четвртом мјесту, у борби за треће мјесто одспринтао га је Давиде Балерини. Почетком августа возио је Ђиро дела Луинђијана трку у Италији. Трећу етапу завршио је на другом мјесту, 11 секунди иза Силвија Херклоца. На другом мјесту завршиио је и четврту етапу, изгубио је у спринту од Херклоца, након што су њих двојица отишли у бијег и завршили етапу минут испред групе. Захваљујући томе што је Херклоц на првој етапи изгубио миниут и 20 секунди, Мохорич је освојио трку 51 секунду испред Херклоца. Најуспјешнија трка у сезони за Мохорича била је Ђиро ди Базиликата, у Италији; побиједио је на четири од пет етапа, освојио је трку 36 секунди испред Илдара Арсланова, уз брдску и класификацију по поенима. Сезону је завршио на Свјетском првенству, гдје је наступао у конкуренцији јуниора. Трку на хронометар завршио је други, седам секунди иза Норвежанина Оскара Свендсена. На друмској ттрци, очекивао се групни спринт, али је Мохорич напао на километар до циља, нико није успио да га достигне и тријумфовао је испред Калеба Јуана.
Сезону 2013. почео у марту, на тркама у Хрватској; најбољи резултат остварио је на трци Истарско прољеће, где је завршио на 16 мјесту. Након неколико једнодневних трка, возио је трку око Словеније. Пролог на отварању трке завршио је на 105 мјесту, минут и по иза Свејна Тафта Тафт је тријумфовао и на другој етапи, док је Мохорич завршио на 12 мјесту, четири секунде иза групе. У наредне двије етапе губио је вријеме и трку је завршио на 26 мјесту. У настаку сезоне возио је трку у Кини и трку Тур дел Авенир у Француској. Сезону је завршио на Свјетском пренству, гдје је возио у конкуренцији возача до 23 године. На претпоследњем од седам кругова, Мохорич је достигао Жилијена Алафилипа, а затим отишао од њега на последњем успону и дошао до соло побједе, три секунде испред Луиса Ментјенса.

## Професионална каријера

### 2014—2016.
Године 2014. почео је професионалну каријеру, у тиму Кенондејл. Сезону је почео на Тур даун Андер трци у Аустралији. Није био конкурентан и завршио је трку на 89 мјесту у генералном пласману. Хералд сан Тур завршио је на 66 мјесту, након чега је возио Арденске класике. На Амстел голд рејсу био је у нападу од старта етапе, али је отпао од групе након што је достигнут и Амстел је завршио на 112 мјесту. Флеш Валон и Лијеж—Бастоњ—Лијеж завршио је ван стотог мјеста. До краја сезоне није остварио ниједан значајан резултат.
На крају сезоне 2014, тимови Кенондеј и Гармин су се фузионисали у Кенондејл—Гармин тим; Мохорич је потписао једногодишњи уговор са тимом. Сезону је почео на једнодневним тркама, а најбољи резултат остварио је на Гран прију Изола у Словенији, завршио је на 15 мјесту. Другу етапу Вуелта ал Паис Васко трке завршио је на 23 мјесту у групном спринту, док је на другим етапама губио вријеме и завршио је трку на 87 мјесту у генералном пласману, 56 минута иза побједника, Хоакима Родригеза. Није завршио ниједан арденски класик, док је најбољи резултат на Тур де Свису остварио на седмој етапи, коју је завршиио на 32 мјесту у групном спринту. Трку је завршио на 73 мјесту у генералном пласману, сат и пет минута иза Симона Шпилака. У августу, возио је своју прву гранд тур трку — Вуелта а Еспању. Прва етапа био је екипни хронометар, тим Кенондејл—Гармин завршио је хронометар на 21 мјесту од 22 тима, док је етапа времеснки неутралисана. На шестој етапи отишао је у бијег, али је након 30 km отишао до медицинског возила, а затим је напустио трку.
На крају сезоне потписао је уговор са Лампре Меридом за 2016. годину. Сезону је почео на Тур де Сан Луису, завршио га је на 53 мјесту. У марту је возио Вуелта а Каталуња трку; само последњу, седму етапу, завршио је испод стотог мјеста, док је трку завршио на 117 мјесту у генералном пласману. У мају, возио је свој други гранд тур, дебитовао је на Ђиро д’Италији. Трећу етапу у групном спринту завршио је на десетом мјесту, док је на четвртој етапи био у бијегу, али је отпао од групе након достизања и завршио је осам минута иза побједника, сувозача Дијега Улисија. И у наставку је нападао и био у бјеговима, али није остварио ниједан запаженији резултат и завршио је Ђиро на 98 мјесту. Национално првенство Словеније у вожњи на хронометар завршио је на другом мјесту, два минута иза Приможа Роглича. Ушао је у састав репрезентације Словеније за Олимпијске игре 2016. у Рио де Женеиру; заједно са Рогличем, Шпилаком и Јаном Поланцом. Возио је друмску трку, али је није завршио. На крају сезоне возио је Тур Хајнан у Кини. Прву етапу у групном спринту завршиио је на деветом мјесту, док је на шестој етапи остварио прву побједу у сезони. Мохорич је напао заједно са Нјемецом и Лушченском, побиједио их у спринту и дошао на друго мјесто у генералном пласману. На осмој етапи изгубио је 40 секунди и пао је на треће мјесто у генералном пласману. На последњој етапи није било промјена и завршио је трку на трећем мјесту, 44 секунде иза Лушченка.

### 2017.
На крају 2016, тим Лампре—Мерида остао је без спонзора, након чега је спонзорство узела корпорација из Абу Дабија, промијенила име тима у УАЕ Абу Даби за 2017. годину, са сједиштем у Абу Дабију. На дан 20. децембра 2016. године, UCI је потврдио да тиму остаје ворлд тур лиценца за 2017. годину. Мохорич је сезону почео на Дубаи Туру, који је завршио на 25 мјесту у генералном пласману. Тирено—Адријатико завршио је на 73 мјесту, 36 минута иза побједника Наира Кинтане. док је Вуелта ал Паис Васко трку завршио на 87 мјесту, 36 минута иза побједника Алехандра Валвердеа. Другу етапу завршио је на шестом мјесту у групном спринту. Након арденских класика возио је Ђиро д’Италију. Најбољи резултат остварио је на етапи 13, када је у групном спринту завршио на 25 мјесту. Завршио је Ђиро на 135 мјесту у генералном пласману, четири и по сата иза побједника Тома Димулена. На националном првенству Словеније у друмској вожњи завршио је трећи, секунду иза Луке Мезгеца и Грега Болеа. У финишу сезоне возио је Вуелта а Еспању. На петој етапи, Мохорич је отишао у бијег заједно са још 15 возача. У финишу, Марко Халер је напао и одвојио се од групе; Лушченко и Мохорич су пратили, али је Мохорич отпао и етапу је завршио на четвртом мјесту. На седмој етапи, Мохорич је отишао у напад са још 14 возача. На спусту са последњег успона, Алто дел Кастиља, успио је да се одвоји од других возача, возио је соло последњих 10 km и побиједио је са 16 секунди испред Павела Пољанског. То је била највећа побједа Мохорича у каријери. Био је у нападу и на етапи 18, али је завршио на 14 мјесту, три минута иза Сандера Армеа. Вуелту је завршио на 30 мјесту у генералном пласману. Након Вуелте, тријумфовао је на класику у Хонг Конгу, Сан Ханг Каи челенџу. Сезону је завршио на првом издању Тур Гуангси трке у Гуангсију. На јединој брдској, четвртој етапи, завршио је седми, 12 секунди иза Тима Веленса. У генералном пласману завршио је на шестом мјесту.

### 2018.
Године 2018, прешао је у Бахреин—Мериду. Сезону је почео на Абу Даби Туру, гдје је завршио на 35 мјесту у генералном пласману. Страде Бјанке је завршио на 11 мјесту, након чега је побиједио на другом класику у Италији, гран прију Индуситрија и Артиђјанато. Крајем марта возио је Вуелта а Катулуњу. Другу етапу завршио је на петом мјесту у групном спринту. На петој епапи, Харлинсон Пантано је тријумфовао из бијега, одспринтавши Вегара Лингрена; Мохорич је на спусту напао из главне групе, стигао до осталих возача који су били у бијегу и одспринтао их; на линији циља је славио мислећи да је побиједио. Завршио је трећи. На шестој етапи, Максимилијан Шахман је у спринту побиједио Дијега Рубија из бијега; Мохорич је у групном спринту завршио иза Сема Бенета, на четвртом мјесту на етапи. Трку је завршио на 20 мјесту у генералном пласману, три минута и 43 секунде иза побједника, Алехандра Вавлердеа. У мају, возио је Ђиро д’Италију 2018.. На десетој етапи, Мохорич је био у бијегу, који је опстао до циља; на циљ је стигао са Ником Дензом, који је први почео да спринта, али га је Мохорич одспринтао и остварио прву побједу на Ђиру и другу на гранд тур тркама. У наставку трке ишао је у нападе, али није успио да оствари још једну побједу, завршио је Ђиро на 30 мјесту. У јулу победио је 2. етапу на Трки по Аустрији, са успехом је наставио на етапној трки по Бенелуксу (БинкБанк Тур), коју је освојио без етапне победе. Трка од седам етапа је добила победника у спринту последње етапе, коју је добио Мајкл Метјус али је у генералном пласману заостао 5 секунди иза Матеја Мохорича, који је у циљном спринту имао проблема са бициклом. 
Сезону је наставио на Трки по Њемачкој (Дојчланд Тур), где је након лоше позиције у спринту у другој етапи заузео друго место, да бих дан касније славио победу у тречој етапи, која је такође завршила спринтом. У последњој четвртој етапи је поново заузео друго место и у генералном пласману освојио Дојчланд Тур, 6 секунди иза другопласираног Нилса Полита.

## Резултати на Гранд тур тркама
| Гранд тур трке  | 2015 | 2016 | 2017 | 2018 |
| --------------- | ---- | ---- | ---- | ---- |
| Ђиро д’Италија  | —    | 98   | 135  | 30   |
| Тур де Франс    | —    | —    | —    | —    |
| Вуелта а Еспања | DNF  | —    | 30   | —    |

| —   | Није учествовао    |
| DNF | Није завршио трку. |